# Boldogkői vár
A boldogkői vár a Hernád folyó völgyének keleti oldalán, Boldogkőváralja közvetlen közelében emelkedő sziklaszirten álló középkori vár. A miocénben keletkezett andezittufa Bodókő-hegy, melyen a vár áll, a Zempléni Tájvédelmi Körzet része. A táj szépsége, illetve a vár viszonylagosan jó állapota miatt kedvelt túracélpont, mely az Országos Kéktúra egyik állomása.
A vár legkorábbi része (egy védművel körülvett öregtorony) valószínűleg a tatárjárás után keletkezett, és vagy a Tomaj nemzetségbeli Jaak fia Tyba ispán, vagy Aba Amadé országbíró emelte. Amikor Anjou Károly Róbert elkergette az Abákat, a vár a hozzá hű Drugeth családhoz, majd később Czudar Péter korábbi bánhoz került. A 15. században István és György szerb fejedelmek tulajdona, majd a Szapolyai-családé lett. A török időkben a császár és a király közti intenzív csatározások egyik színhelyeként gyakran cserélt gazdát. 1666-ban a hódító Rákóczi György szerezte meg, később a kuruc időkben is több ízben fontos szerephez jutott, de még a Rákóczi-szabadságharc előtt, 1701-ben lakhatatlanná tették a császáriak. A romot a 18. században a jezsuiták vették birtokba, akik gabonaraktárnak alkalmazták. Később a Péchy, majd a Zichy családé lett, akik azonban már nem laktak a kényelmetlenné vált erődben, helyette a jobbágyfalu területén épült barokk kastélyt használták. A császári katonák robbantása és az azt követő pusztító századok ellenére egyik legjobb állapotban fennmaradt középkori váraink egyike.
Az 1945-től állami tulajdonban levő épületegyüttesen 1963-ban Végh Katalin régész vezetésével kutatás indult, melyet a következő évtizedek során több ízben folytattak. Az értékmentés is több ütemben zajlott, a tornyok védőtetőt kaptak, 2009 után pedig európai uniós támogatással több épületrészt helyreállítottak. Korszerűsítették a kiállítótereket, így ma megtekinthető többek között a vár egyedülálló ipartörténeti jelentőségű emléke, a 16. századi kohó, melyet egykor pénzhamisításhoz szükséges bronz előállítására használtak.

## Elhelyezkedése

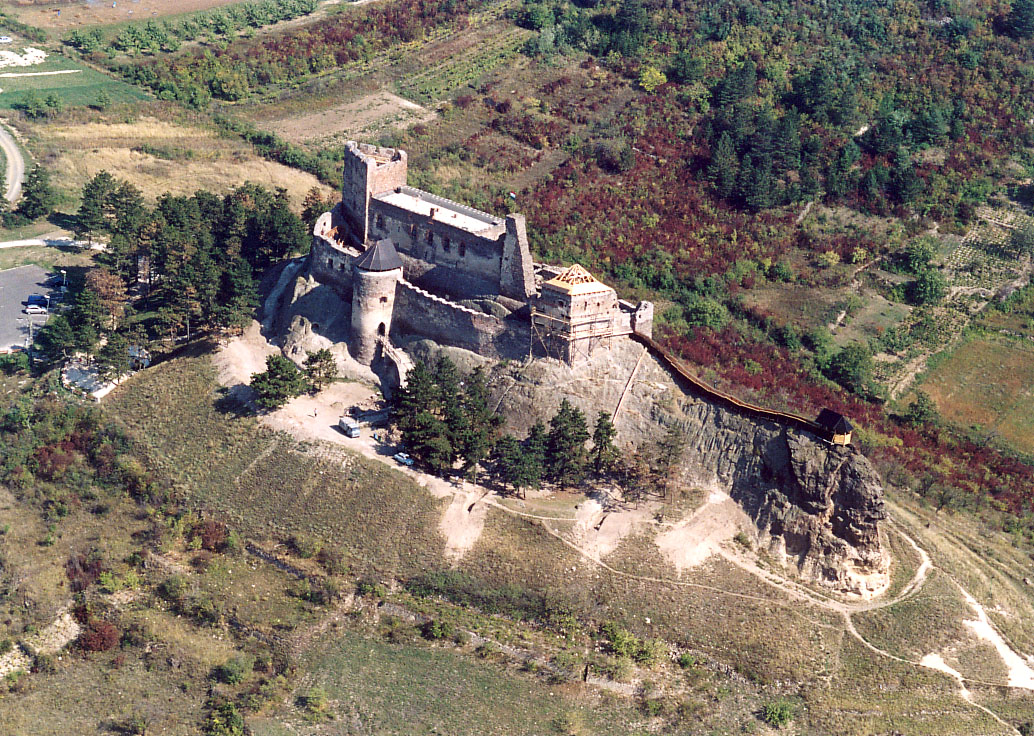
Légi felvétel

A várhegy és környéke az MTA Földrajztudományi Kutatóintézet által készített kistájkataszter alapján az Észak-magyarországi-középhegység nagytáj, ezen belül a Tokaj–Zempléni-hegyvidék középtáj, illetve a Központi-Zemplén kistáj területén található. Növényzetét, népsűrűségét és a jellemző tájhasználatot tekintve azonban az Abaúji-Hegyalja kistáj Hernád-völgyi településeinek környezetéhez hasonló jegyeket is visel.
A vár Boldogkőváralja település közvetlen közelében emelkedő, vulkáni eredetű andezittufából álló hegyen található, amely geológiailag a vulkanikus Eperjes–Tokaji-hegység része. Az erősség a Hernád völgyében haladó, 13–14. századi útvonalak feletti ellenőrzésre alkalmas volt, így építési helyéből következik katonai és gazdasági fontossága.

A várhoz vezető út a település belterületének nyugati szélén indul, a községen átvezető 3714-es útból kiágazva.

## Története

### Keletkezése
A legelfogadottabb elmélet szerint várat először egy 1295 körül kelt oklevélben említik mint „Castrum Boldua”, amely leírja, hogy a Tomaj nemzetségbeli Jaak fia Tyba ispán III. András királytól kapta cserébe Boldua, mai nevén Boldogkő várát korábbi, IV. László királytól kapott Rezy (Rezi) és Syd (Zsid, ma Várvölgy) váraiért. Egy 1280 körül Szegeden kelt oklevél is említ egy hasonló cserét, amely viszont nem nevesíti Bolduát, de szerepel benne Tyba és a cserebirtokok neve, így feltételezik, hogy a fentivel azonos csereügyletről lehet szó.

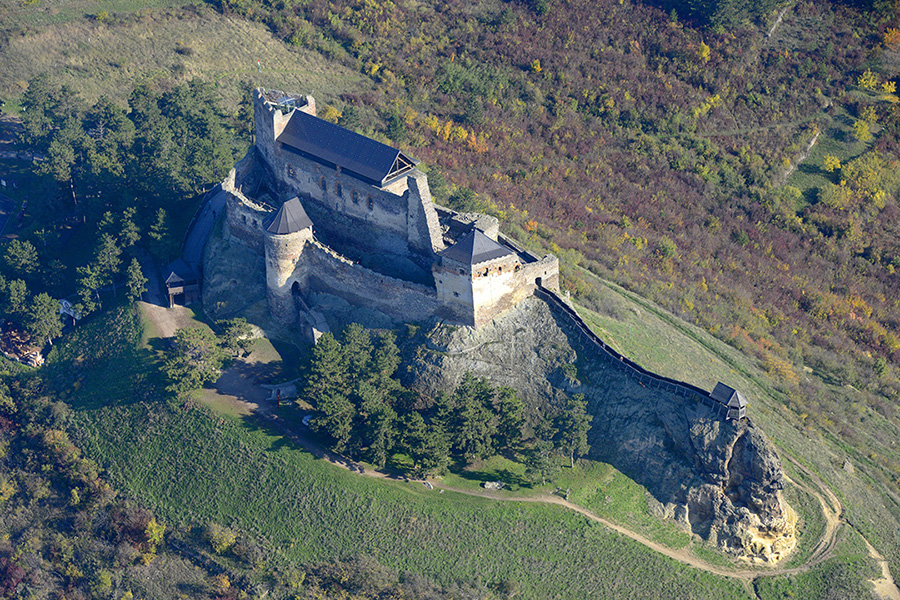
Boldogkő vára légi felvételen

Megemlítendő azonban, hogy az fenti Castrum Boldua Boldogkő várával való azonosítása nem egyértelmű, továbbá a Tomajok Abaúj-beli birtoklására a fenti oklevélen kívül nincs más adat.
Ezek alapján a vár legrégebbi részei valószínűleg már 1280-ban is álltak, a Tomaj nemzetség valamelyik tagja, egyes feltevések szerint maga Tyba építtette a tatárjárás utáni kővárépítések időszakában. Azonban az sem zárható ki, hogy az Aba nemzetség egy tagja, közülük is elsősorban az abaúji területeken a 13. század végén és a 14. század elején nagy befolyással rendelkező Aba Amadé építhette.

### Az Aba nemzetség korszaka

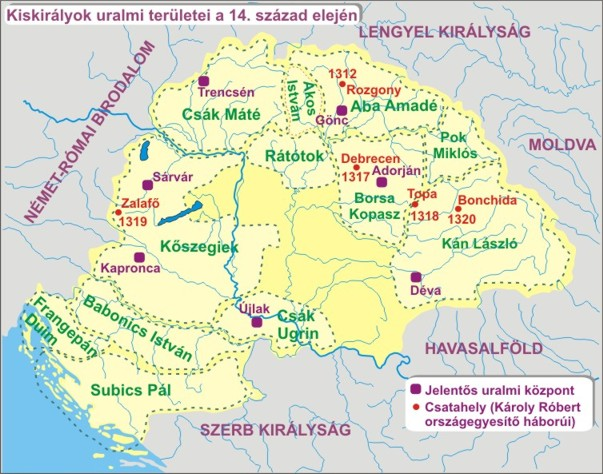
Az interregnum idején Boldogkő a gönci központú Aba-tartománybirtok része volt

Bár nem tudjuk egyértelműen, hogy Tomaj vagy Aba nemzetségbeli volt-e az építtető, az bizonyos, hogy az 1300-as évek elejétől kezdve a vár urai az Árpád-ház kihalása utáni interregnum idején jelentősen gyarapodó tartományúri birtokú Abák voltak. A vár birtokosát, Aba Amadé országbírót 1311-ben, a Kassán kitörő zavargásokban meggyilkolták. Ezt követően Károly Róbertnek Amadé fiai (János abaúji ispán, László ungi ispán, továbbá Miklós és Dávid) ellen is fel kellett lépnie. Velük 1311. október 3-án köttetett a kassai szerződés, amelyben névleg lemondtak több birtokukról és behódoltak a királynak. Azonban csakhamar ismét kiéleződött az ellentét, viszont sikerült megtörni az Amadé-fiak ellenállását a rozgonyi csatában. Ők ismét behódoltak, a jogtalanul birtokba vett királyi várakat visszaszolgáltatták, bár Boldogkő és Nevicke, illetve az ungi ispánság továbbra is a kezükben volt. A debreceni csatában a király oldalán harcoltak (a fiak közül elsősorban Aba János átállása bizonyos), 1317-re már Ung vármegye területére szorultak vissza. Ugyanezen év őszén újra fellázadtak, és Tiba várát ugyan elfoglalták, de a király csakhamar ismét döntő vereséget mért rájuk. Amádé fiai kénytelenek voltak elhagyni az országot, birtokaikat pedig elkobozták.

### A Drugethek kezén
Boldogkő vára az elkobozás után az Anjou királyhoz hű, francia-itáliai eredetű Drugeth család tulajdonába került. A tulajdonos a király trónharcában hű alattvalónak bizonyult Drugeth Fülöp újvári ispán volt, majd őt 1339 körül Drugeth Vilmos követte. Valószínű, hogy egészen 1351-ig a család birtoka volt a vár. Feltehetően ők építették ki a felső vár több épületét: az öregtoronyhoz kapcsolódó palotaszárnyat és az azt védő hasáb alakú tornyot. A Drugethek rendszerint német és olasz helyettesek gondjaira bízták a várat. 1331-ben például Német Lukács volt a várnagy, őt 1335 körül követte Olasz János, akit egészen 1342-ig több oklevél is említ és valószínűleg 1350-ig viselte a várnagyi tisztet. 1351-ben Poháros Péter, korábbi szalánci várnagy, 1352-ben Kelemen állt a vár élén.

### Tulajdonosváltások a 14–15. században

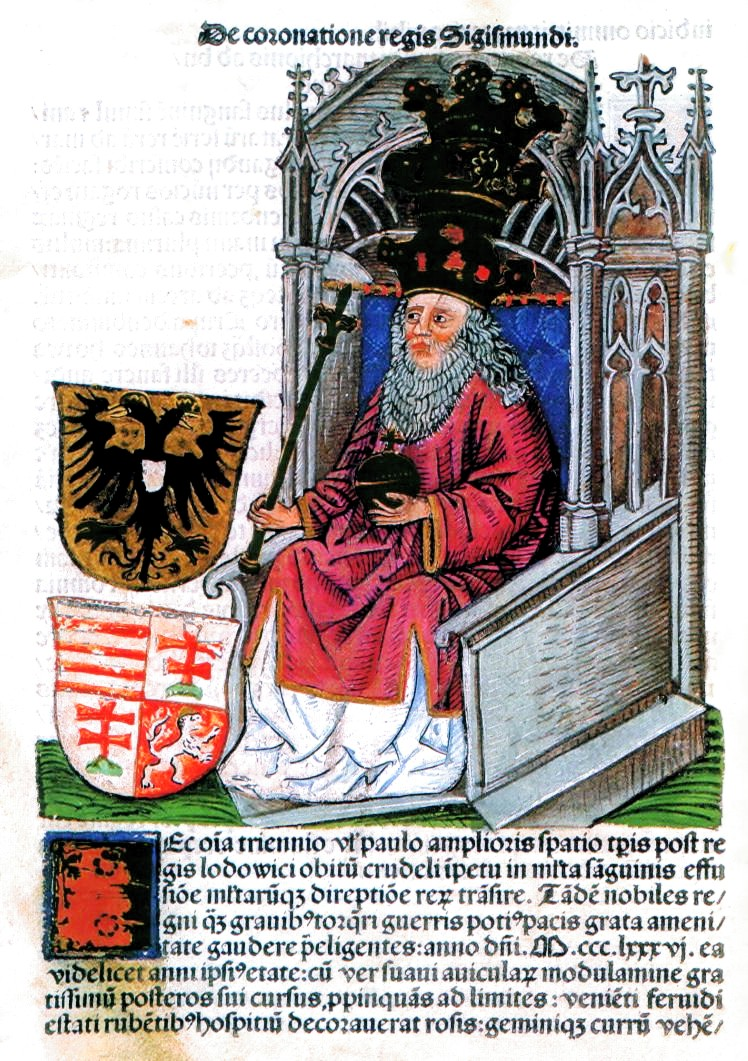
Luxemburgi Zsigmond Cudar Péter bánnak adta zálogba a várat

Nem ismert, hogy a Drugethek után, 1351-től ki volt a vár tulajdonosa, de azt 1383-ban már a királyi birtoktest részeként említették. Utána még 1388-ban is királyi vár volt, de ugyanebben az évben Cudar Péter korábbi bán és országbíró tulajdonába került, amikor Zsigmond király a hozzátartozó falvakkal együtt 8838 aranyforintért zálogosította el azt. A zálogba adás feltételeinek megfelelően Péter halála után a várat utódai is zálogba kapták.
A vár később lázadók kezére került, akiktől 1403-ban Perényi Péter országbíró visszafoglalta és a király rendelkezésére bocsátotta. 1422 után Lazarevics István, majd 1427-től 1453-ig Brankovics György szerb despota birtokában volt Tállya, Tokaj, Regéc és Munkács várával együtt, melyeknek először mind Geszti Mihály fia László volt a várnagya. 1443-tól Helembai Sándor, 1453-tól Sarkus László és Bálint, majd Barakori Bálint és Dénes, Alpári István, illetve Salánki Tamás állt a vár élén.
Boldogkő vára 1456 után ismét a királyi várak között tűnt fel. Nem sokkal később, 1461-ben Mátyás király a Parlagi testvéreknek, Pálnak és Lászlónak adományozta tartozékaival, amelyhez a vár alatti falun kívül Rád, Baskó, Szerencs, Újfalu és Arka tartozott. Ezután a várat 1467–1471 között Kassának zálogosították el. Valószínű, hogy már korábban is a kassai birtok része volt, ugyanis Mátyás egy 1464-ben kelt levelében Kassának különféle kedvezményeket adott, amelynek fejében az Szapolyai Imre birtokába került. Ezen dokumentumban említik először a mai Boldogkő nevén a várat.
1471-ben ismét királyi várként említették, melynek tartozékai ekkor Vizsoly, Szerencs, Novaj, Abatelke, Újfalu, Arka, Rád és Baskó falvak voltak. Később a Szapolyai-család birtokába került, de Szapolyai János 1526 előtt Tomori István fiának, Györgynek adományozta keresztelői ajándékként. Tomori István idején a várban szolgált káplánként az ekkor még katolikus hitű, később viszont buzgó reformátor Dévai Bíró Mátyás.
A 15. században nagy bővítéseket hajtottak végre a váron. A déli oldalon szabálytalan négyszög alakú tornyot emeltek, amelyhez palánkfal csatlakozott. Megépült a patkó alakú kaputorony a csatlakozó védőfallal, és a keleti oldalról a palotát övező külső fal.

### A mohácsi vész idején
A mohácsi vereség után a vár gyakran cserélt gazdát a Felvidéken csatázó I. Ferdinánd és Szapolyai János között. A sok tulajdonosváltást tetézte, hogy az aktuális tulajdonosok ez időszakban híveiknek is gyakran adományozták tovább a várat. 1527-ben például a Ferdinánd oldalán harcoló Báthori István nádor szerezte meg több más birtokkal együtt adomány útján, de Szapolyai már 1528-ban, ostrom árán visszaszerezte tőle Regéc várával együtt. Ez év augusztusában Ferdinánd ismét sereggel vonult a vár alá. Hívei, Serédi Gáspár és Bebek Ferenc főkapitány hathetes, feltehetően sikeres ostrommal megadásra és megnemtámadási szerződésre kényszerítette a várnagyot. 1530-ra azonban ismét Szapolyai megbízottja, Nádasdy Tamás igazgatta a vár ügyeit, aki Bebek Ferenc és Herberstein Rupert visszafoglalási kísérletét is visszaverte. Ezt követően Tomory Egyed birtokában volt a vár, akitől Martinuzzi Fráter György bíboros vásárolta meg. Nem sokáig volt azonban az ő tulajdonában, mert 1537-ben ismét Ferdinánd seregei foglalták el Fels Lénárt vezetésével.

### Az ország három részre szakadása után

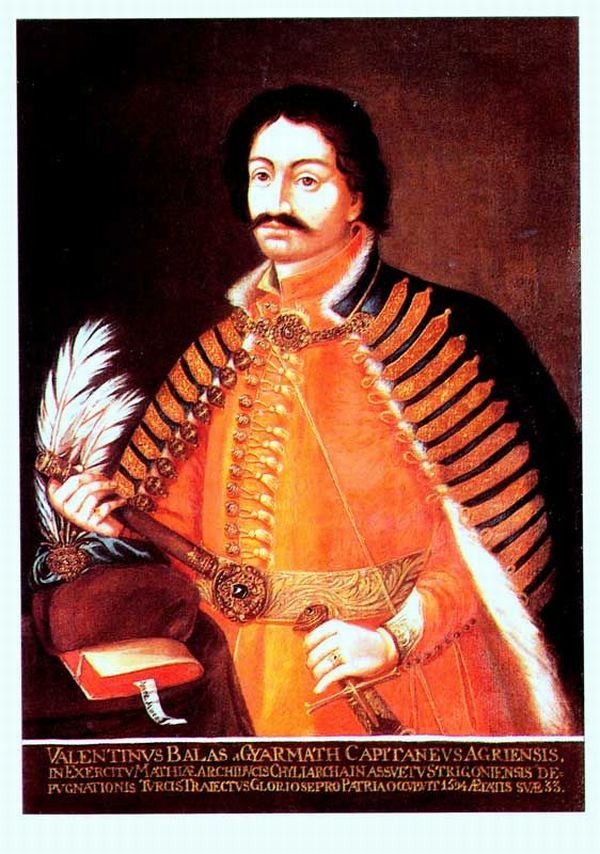
Balassi Bálint az 1580-as években volt a vár lakója

1542-ben Ferdinánd elcserélte Gyula váráért Patóchy Ferenccel, akinek lánya, Zsófia, Bebek Ferenc fiához, Bebek György báróhoz ment feleségül. György a család utolsó férfiági örököseként hatalmas birtokokat örökölt, e házasság révén, 1556-ban, több birtok közt Boldogkő is a Bebek család tulajdonába került. György, hasonlóan a Csorbakő várában levőhöz, egy hamispénz-verő műhelyt rendezett be itt, amelynek olvasztókemencéjét a feltárások során megtalálták. Ez a lelet a magyar bronzgyártás legkorábbi, hiteles, ásatással igazolt emléke. 1559-ben Berényi Espán András volt a várnagy. 1560-ban Bebek Sárközy István Mihállyal cserélte el a várat az elfogott török vezérért, Amhát pasáért.
A várban élő emberek közül említésre méltó e korból Balassi Bálint, aki itt írta a Borivóknak való című versét. Balassi az 1580-as években tartózkodott e tájon, amit egy 1584-ben Szikszón és egy 1585-ben Abaújszántón kelt levele is bizonyít.

Szelepcsényi György érsek, 1671–1685 között a vár ura

Sárközy István fia később a Serényi családnak adta el a várat. II. Rudolf 1578-ban megerősítette Serényi Gábor és Mihály és nejeik birtokjogait mindkét nembeli leszármazók öröklési jogával. A vár végül teljes egészében Serényi Mihály öccsére, Ferencre és utódaira szállt. Az örökösödés ezen módja ellen Sárközi Mihály halála után felesége, Bajony Zsófia lépett fel, aki megpróbálta érvényteleníteni a végrendelkezést. Az elhúzódó pereskedés ideje alatt a várat Perlaky Miklós gondjaira bízták. A birtok megszerzése azonban valószínűleg nem sikerült, és a várat 1612-ben Serényi Ferenctől vette meg Nedec várának ura, Palochay Horváth György. 1617-es halála után fia, Gábor, majd unokája, István örökölte. 1627-től, valószínűleg zálogosítás útján, Szikszay Mátyás, majd 1630-tól Várkonyi János lett a birtokos, majd a vár visszakerült a Palochay családhoz.
Az 1666-os Habsburg-ellenes hadjárata során I. Rákóczi György erdélyi fejedelem meghódította Felső-Magyarországot, mely során Boldogkő várát ugyan nem foglalta el, de harcok ezen környéken is valószínűsíthetők. 1646-ban György Szemere Pált bízta meg, hogy a kamaránál tudakozzon a Boldogkő várához tartozó birtok ügyében, bár ezzel kapcsolatos szándékai nem ismertek.
A végvári vonal némiképp távol esett a vártól, így közvetlen katonai szerepe nem volt a török elleni harcokban, mindössze néhány, Felvidék felé portyázó török csapattal való ütközetről maradt fenn adat. Azonban amikor 1663. szeptember 13-án a felső-magyarországi megyék gyűlést tartottak Kassán, és törökellenes haderő kiállításáról döntöttek, a vár fontos szerephez jutott: Bakos Gábor vezetésével a haderő Boldogkő várában gyülekezett. Szelepcsényi György esztergomi érsek egyik legkíválóbb familiárisa a Zala vármegyei szenterzsébeti Terjék családbeli szenterzsébeti Terjék János volt, aki az érsek nyitrai püspöki korszakában ottani tiszttartói tisztséget látott el, 1667. június 29.-én elfoglalta a boldogkői várat az egyházfő nevében; Terjék János a boldogkői vár tiszttartói tisztséget majdnem egy évtizedig látta el (1675-ben Hankony János már a vár provizora volt).
Palochay Gábor és István 1671-ben hivatalosan zálogba adta a várat minden tartozékával Szelepcsényi György kalocsai és esztergomi érseknek, királyi kancellárnak, aki 1685-ben bekövetkezett haláláig birtokolta azt. Az ő idejében készült a vár első részletes inventáriuma, melyet a Boldogkőváraljai katolikus plébánián őriznek.

### A kuruc időkben

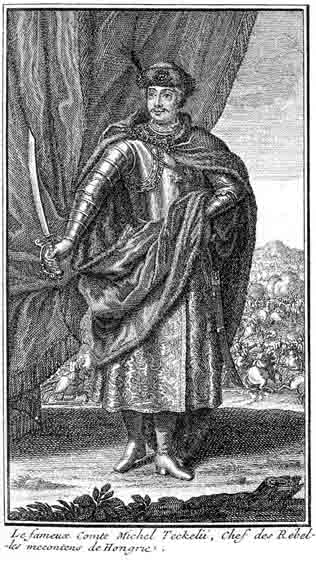
Thököly Imre parancsára készült az 1682-es részletes várleltár

A várat a kuruc időkben többször is ostromolták, de bevenni nem sikerült. A várvédők a kuruc felkelők 1674-es és 1675-ös ostromát is visszaverték, melyben fontos szerepe lehetett Becskereky Ferenc várnagynak. Hogy akadályozzák ellenállási mozgalmak terjedését, a császár elrendelte több vár használhatatlanná tételét, ezek közé tartozott Füzér, Szerencs, Kisvárda és Boldogkő is. Ez egyes esetekben robbantást, máshol a faszerkezetek felgyújtását, a védművek lerombolását jelentette. Boldogkő vára esetében valószínűleg nem volt végzetes ez a rombolás, ugyanis később is használták.
1678-ban a bujdosó kurucok élére álló Thököly elfoglalta Észak-Magyarországot, bevette ezt a várat is, melynek főkapitánya ezután Fajgil Ferenc lett. Utasítására 1682-ben ismét igen részletes várleltárat készítettek, amelyben a tartozékaiként nyilvántartott falvak (Boldogkőváralja, Arka, Alsóméra, Vilmány) leírása is szerepel. Az 1683-as kassai országgyűlésen Thököly bejelentette, hogy önerőből újjáépíti a birtokába került várakat. Ezt azonban megakadályozta a bécsi fegyverszünet, amely kimondta az esztergomi érsek birtokainak háborítatlanságát. Később, Szelepcsényi György végrendelete értelmében a vár birtokosa 1685-től az esztergomi káptalan lett.
Ahmed váradi pasa 1685 őszén elfogatta Thökölyt azzal a szándékkal, hogy a bécsi udvarnak kiszolgáltatva békét vásároljon az egyik vereségét a másik után elszenvedő töröknek. Erre a hírre a még megszállás alatt lévő várak őrségei sorra meghódoltak az előrenyomuló császári katonaságnak, így Boldogkő vára is kardcsapás nélkül jutott a Habsburg zsoldosok kezére.

### A vár lerombolása és utóélete
A kiküldött császári különítmény 1701-ben felrobbantotta a vár védőműveinek egy részét, továbbá az öregtornyot, a lakótornyot, illetve a palotát. A romos erőd a kuruc szabadságharcban nem játszott hadi szerepet, mivel azonban 1715-ben a lőcsei jezsuiták birtokolta épületekben gabonaraktárt rendeztek be, nem bontották el a falait. Tőlük vásárolta meg 1753-ban Pécsújfalusi Péchy Gábor királyi tanácsos, aki nem a kényelmetlen és romossá vált erődítményben, hanem először a vár alatti kúriában, majd a völgybeli jobbágyfalu területén 1768-ban építtetett barokk stílusú kastélyában lakott.
A 19. század végén a földbirtokos Péchy család a romos erősségen helyreállítási munkálatokat végeztetett, ennek során a lerombolt várfalak egy részét kiegészítették, a palota ablak- és ajtónyílásait csúcsívesre cserélték. Emiatt sok helyen nem állapítható meg, hogy milyen lehetett a nyíláskeretezések korábbi, középkori kialakítása. A család a várat egészen a század végéig birtokolta, majd miután 1889-ben gróf Péchy Manó meghalt, lánya, Zichy Rezsőné Péchy Jequelin örökölte azt. Így került a vár a Péchy-birtokokkal együtt a Zichy család kezébe, akik birtoklása a 20. századi államosításig fennmaradt.

### Műemlékvédelem és helyreállítás

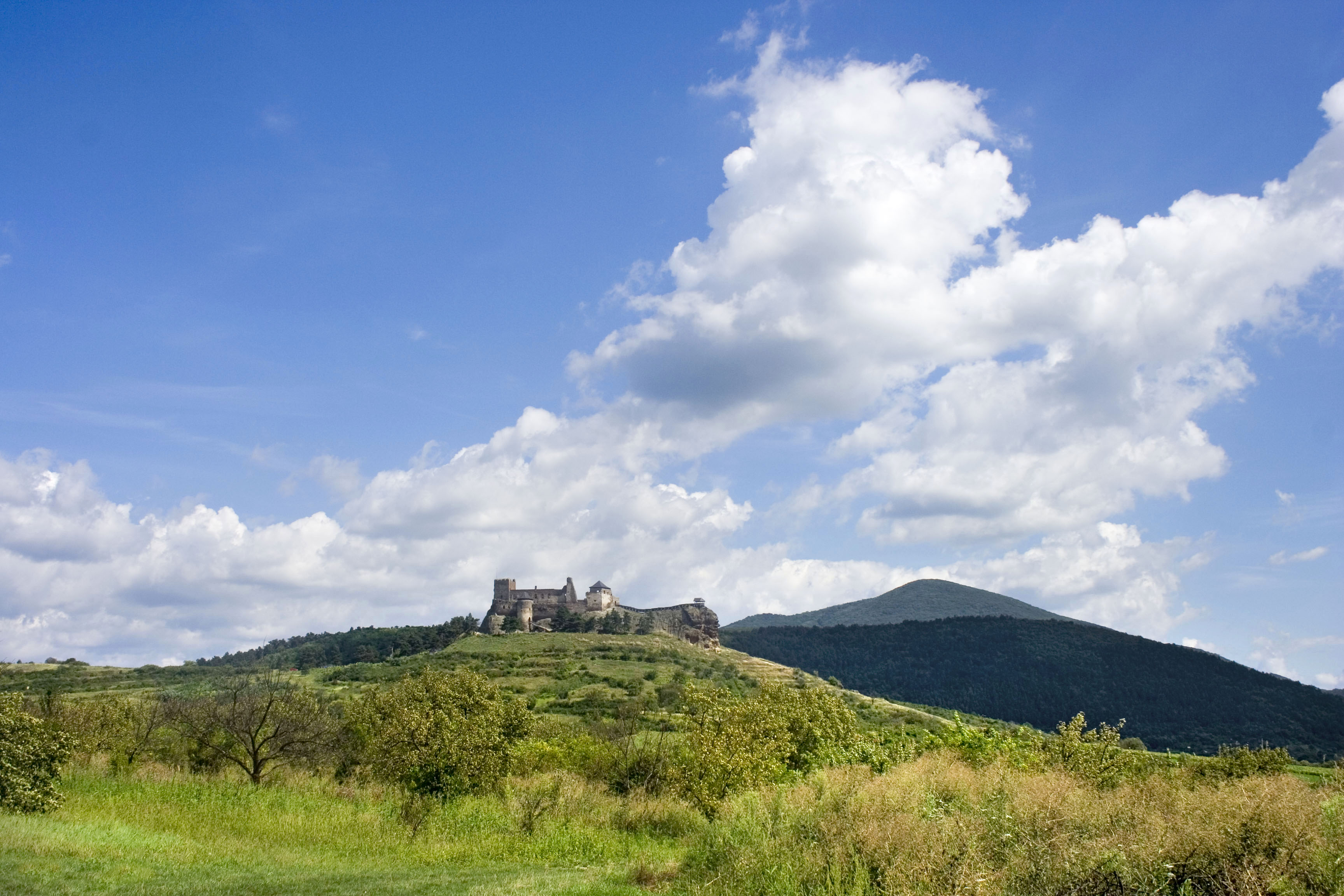
A várhegy látképe

A várat 1945-ben 4000 kataszteri hold földbirtokkal együtt államosították. 1952-ben az Építésügyi Minisztérium Miskolci Tervező Intézete részletes felmérést végzett a megmaradt romokon.
Romjainak kutatását 1963 nyarán kezdték el az Országos Műemléki Felügyelőség megbízásából, Kemenczeiné Végh Katalin régész vezetésével, aki 1966-ban részletes monográfiát közölt a leletekről. Ekkor az alsóvár egyes részei, többek között a kaputorony, a bejárat előtti akna, az udvar (más néven falszoros), a csonkabástya és a déli torony feltárása történt meg.
2002-ben újabb feltárási munkák kezdődtek, ennek során a kapubástya és a déli torony védőtetőt kapott, az alsó udvar falán pedig gyilokjáró épült, továbbá a déli sziklakiszögellésen, az egykori megfigyelőbástya helyén kilátóhelyet állítottak. 2009-ben 133 millió forint értékű európai uniós támogatással folytatódott a rekonstrukció, mely során további védőtetők létesültek, helyreállították a szárazmalmot, az északi védművet és az alsóvár kapuját.

## Részei

### Alsóvár

#### Alsó udvar

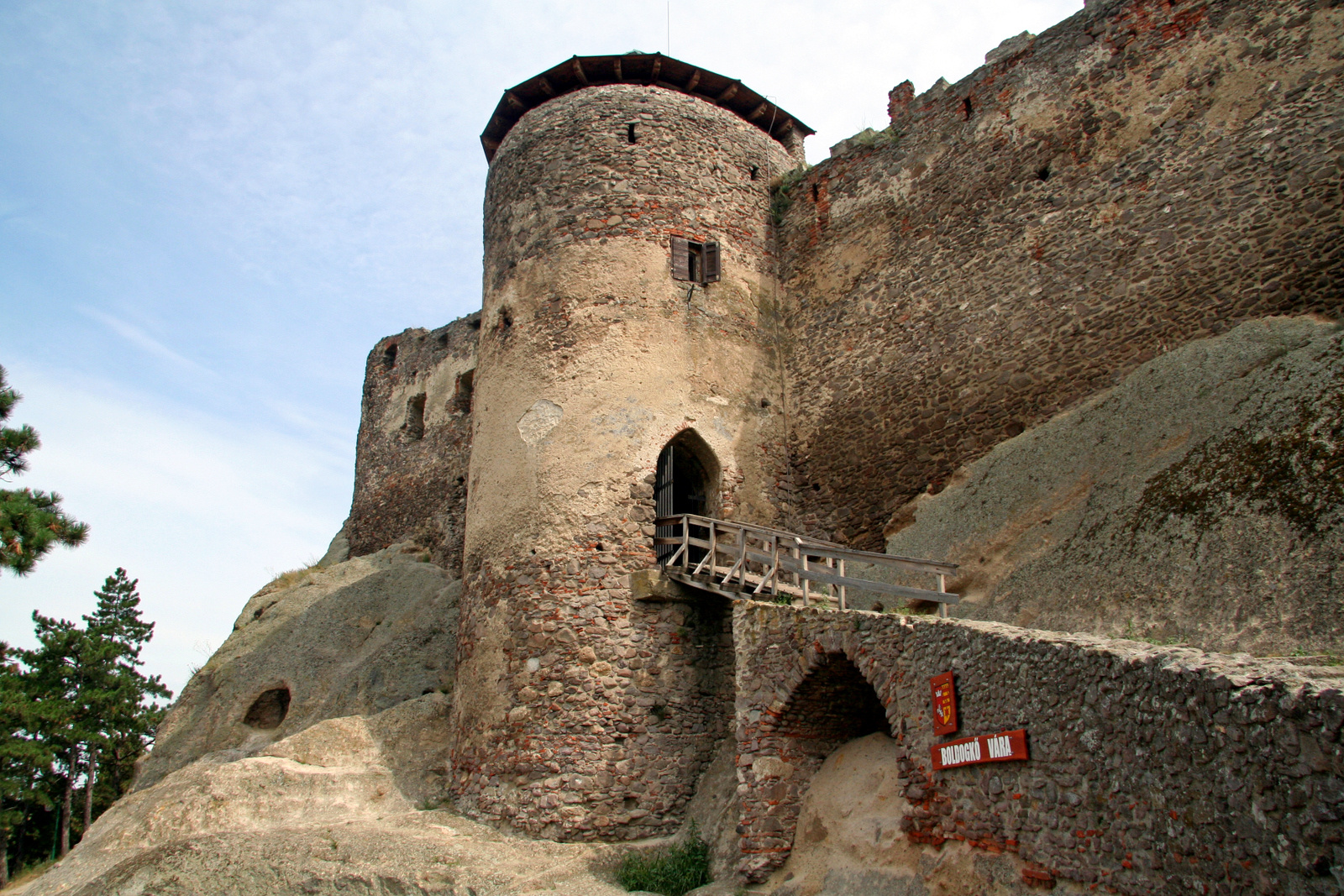
Kapubástya

A várba a félkör alaprajzú kapubástyán keresztül lehet bejutni, melynek bejáratához ma fahíd vezet, ennek helyén egykor felvonóhíd állt. A bástyán lőrések találhatók, kifelé és az udvarra néző nyílásai neogótikus keretezésűek. A régészeti feltárás során megállapították, hogy a bástya alapozása nagyjából 150 cm mély, illetve hogy udvari bejáratánál cölöplyukak találhatók, amelyek valószínűsíthetően a kapubástya építése előtti időből származó fa védmű, például palánkfal nyomai.
A kaputorony udvari kapuján át a belső és külső várfalak közti falszorosba, azaz az alsó udvarba lehet jutni. Ennek nyugati külső, vastag falán gyilokjáró fut végig, a falon kifelé szűkülő lőrések vannak. Északkeleti csücskében a palota alatti pincébe vezető lejáró, délkeleti részén pedig meredek, a felső udvar mintegy 8 méterrel magasabban található bejáratához vezető meredek, sziklába vágott lépcsősor található. Az udvar nyugati felében több mint száz cölöplyukat találtak, ezek a nyugati várfalnál korábbi építmény, valószínűleg egy földdel kitöltött kettős palánkfal nyomai lehetnek.

#### Csonka bástya

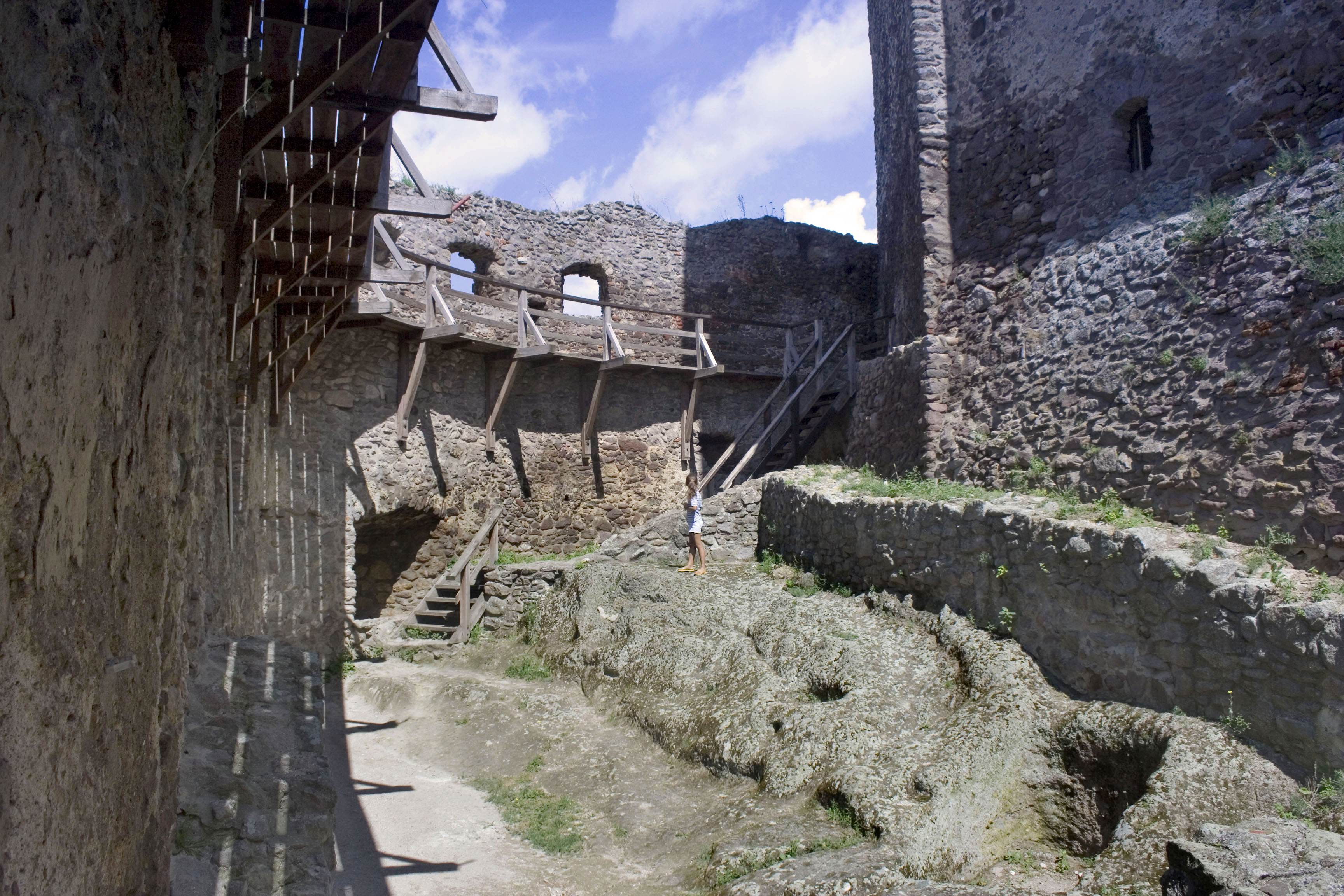
A csonka bástya belseje az alsó udvar felől

Az alsó udvar északi részén áll a csonka bástya, amelynek fala a nyugati külső fal folytatása, kelet felé pedig a palota háromszögű bástyájához csatlakozik. Az építmény a külső, pártázatos védőfalakkal és a kaputoronnyal együtt a 15. században épülhetett. A csonka bástya falán alul két ágyúlőrést tártak fel, felette gyilokjáróról megközelíthető, kifelé szűkülő lőrések és ablakok álltak. A bástyát délről a pincebejárat felett épített, 60 cm vastag, 140 cm magas fal határolta. Az épület belső tere több fallal helyiségekre oszlott.
A bástya faltöredékes feltöltődése, amely az 1701-es felrobbantás eredménye lehet, gazdag leletanyaggal szolgált a régészeknek: vas használati tárgyak, különféle kályhacsempék kerültek elő. Az egyik itt talált mázatlan kályhacsempe festésén egy lovas katona volt látható, amelyet megjelenése, ábrázolt ruházata és fegyverzete alapján a leletanyag egy részének keltezéséhez is felhasználhattak: a kályhacsempe keletkezését a 15. század második felére valószínűsítik.

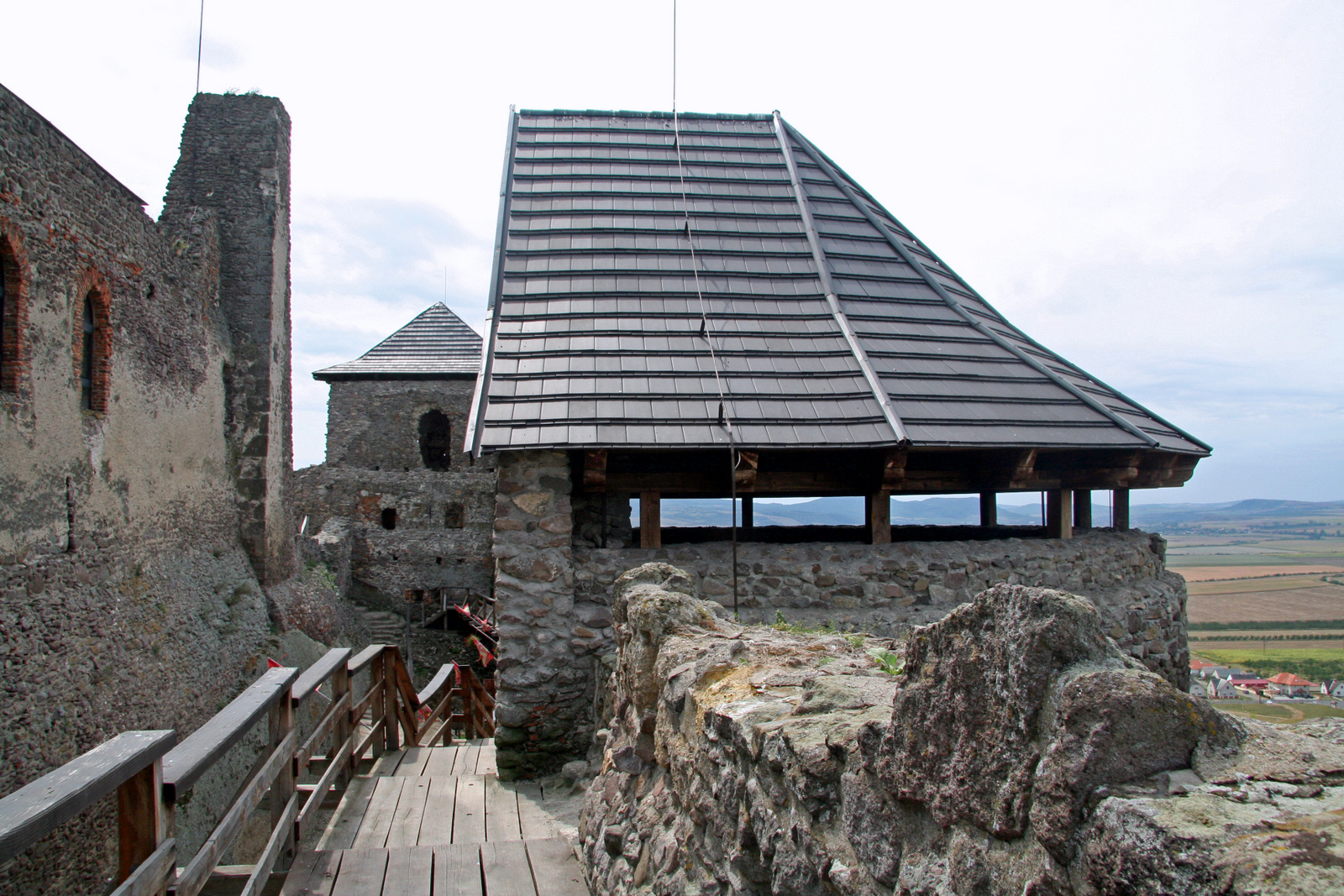
A kapubástya teteje a nyugati fal gyilokjárójáról nézve, háttérben a déli torony

A bástyában a régészeti feltáráskor kb. 120×200 cm-es, vízszintes fenékkel faragott ülepítőmedencét találtak, amelynek délkeleti oldalán kis vájat található. Ez szolgálhatott a vár öntödéjében a rézérc mosására. Ugyanitt tufába vájt kohó maradványait tárták fel, amelyben a rézércet és az ónt olvaszthatták. Ezek környezetében bronzlepényt és vassalakot találtak, ami azt bizonyítja, hogy egykor itt bronzgyártás és kovácsolható vas előállítása folyt. A bronzöntés e várban fellelt technikája a 16. századi gyakorlatot idézi. A régészek megállapították, hogy a boldogkői bronzöntöde rendeltetése a pénzhamisítás lehetett. Ezt alátámasztja az is, hogy Bebek Ferenc főispán és fivére Imre közismert pénzhamisítók voltak, Ferenc fia, Bebek György, Boldogkő várának egykori ura is minden bizonnyal ismerte a hamisítás technikáját.
A csonka bástya alatt négyágú pincét alakítottak ki, amelynek bejárata az alsó udvaron, a kapunyílás mellett található.

#### Déli torony

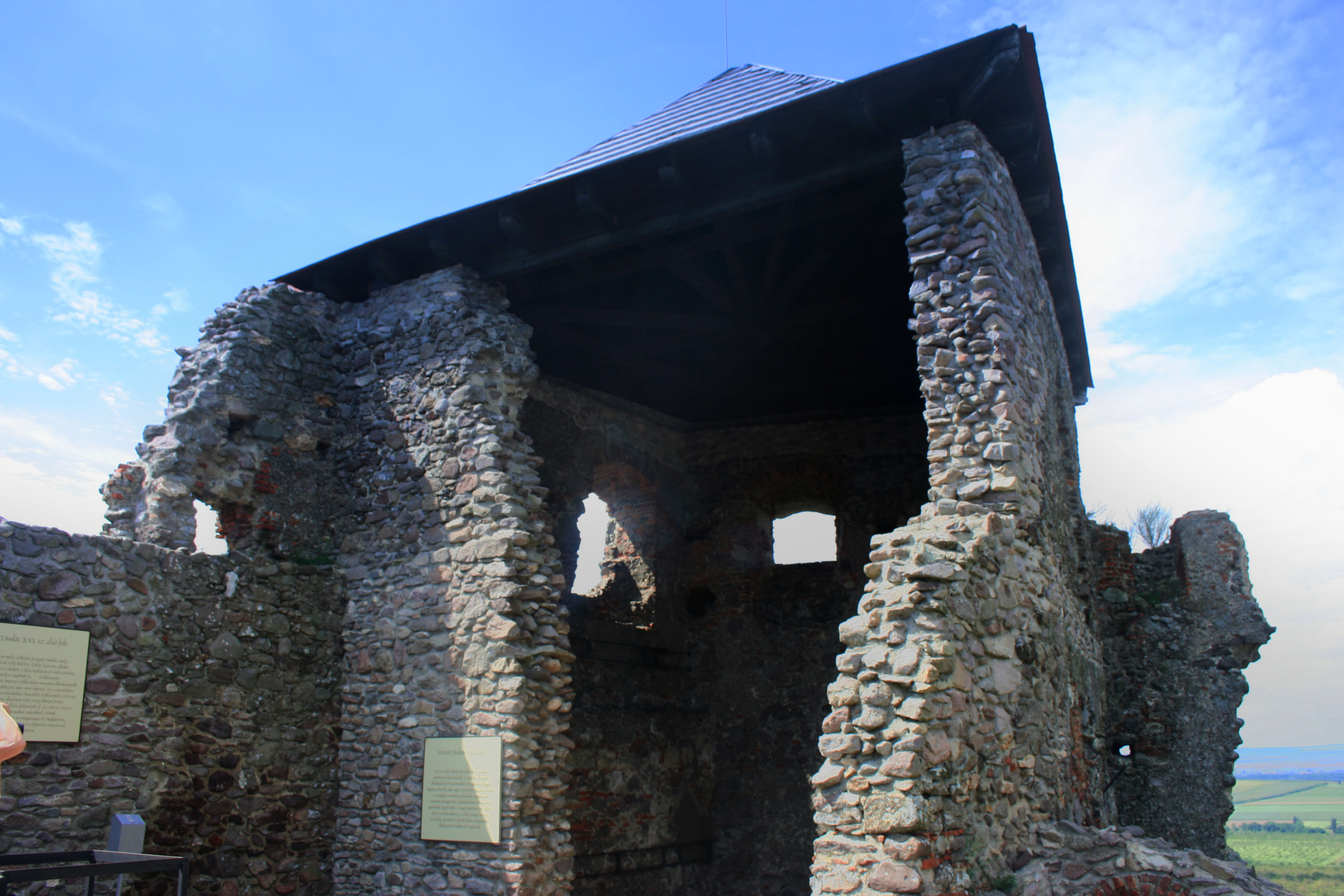
A déli torony maradványai védőtetővel

A déli torony szabálytalan négyszög alakú, az alsó udvart délről határoló építmény. Emeletének falain lőrések láthatók, melyeket később elfalaztak. Korábban volt a toronynak egy bejárata az alsó udvarból, de ezt megszüntették; ezt követően csak a felső udvar felőli kapuján keresztül, kelet felől volt bejárás. A toronyban sziklába faragott medencét, vágatokat tártak fel, melyek elrendezése és más leletek (pl. töredékes malomkövek) alapján feltételezik, hogy itt szárazmalom üzemelt.
A torony előtt található a mély tömlöc és egy kijárat, amely a sziklanyelv végén elhelyezkedő megfigyelőbástyához vezet.

### Felsővár

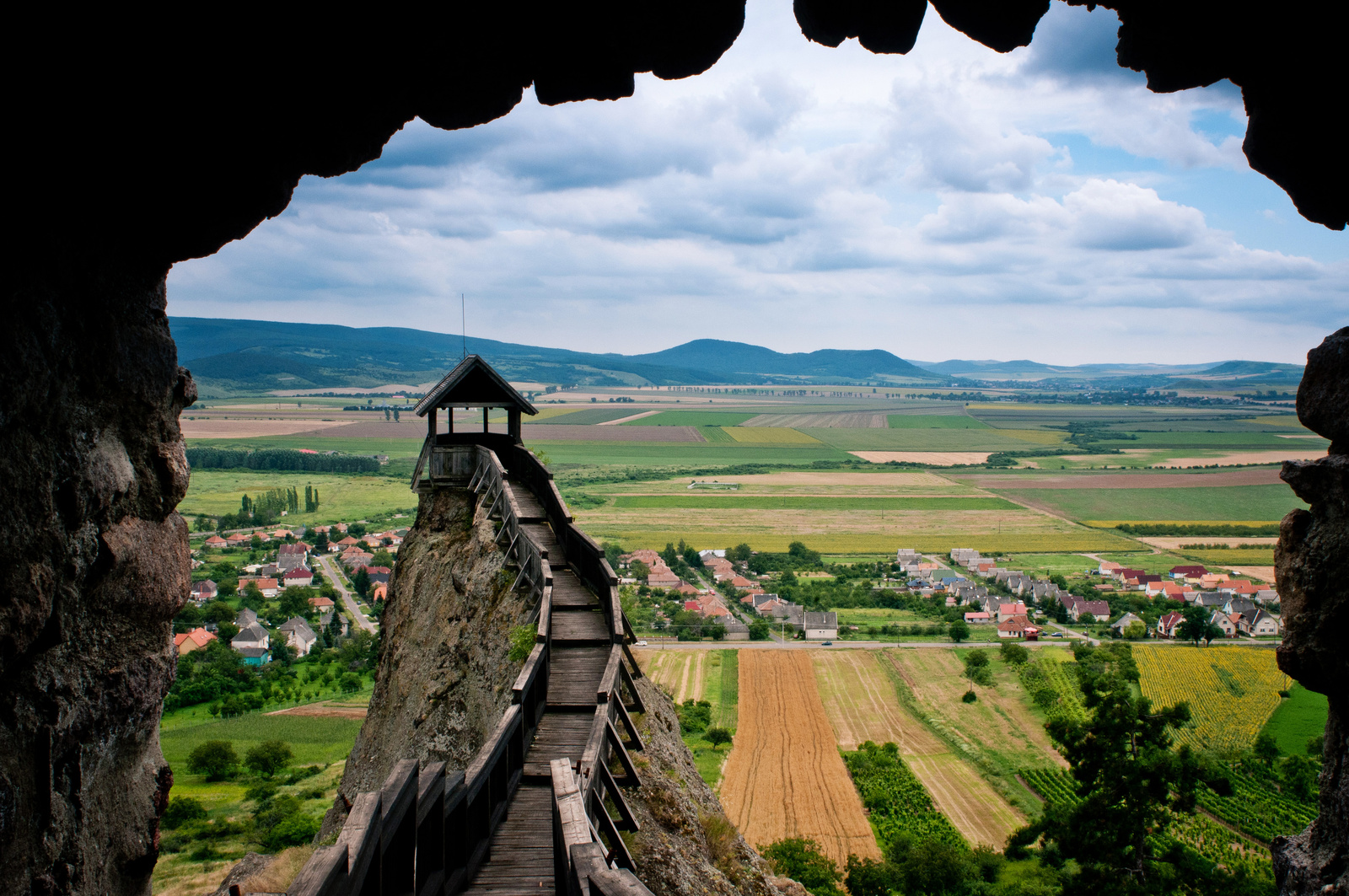
A déli torony alatti megfigyelőbástya és az odavezető fapallók

A felsővárat az észak-déli irányban elnyúló hegygerinc tetején, az alsó udvar felett átlagosan 10–11 méterrel, attól keletre alakították ki. A felsővár az épületegyüttes korábban keletkezett része, melyet a felső udvar, a háromszögletű torony, az öregtorony és a palota alkot.

#### Öregtorony
A vár legrégebbi része a 13. századi öregtorony. A vár legkorábbi szakaszában csak ez az épület állt, melyet lakótoronyként is alkalmaztak. Erős szerkezetű északnyugati sarka ma is áll, több fala azonban erősen lepusztult. A torony belmérete nagyjából 5,5×5,5 méteres, falvastagsága pedig néhol akár 2,80 méteres is lehet. Déli falának nyomai alig fellelhetők, így a bejárat helye nem pontosan ismert. Megépítése után később átalakításokat hajtottak rajta végre, egyik átépítése során a délkeleti sarkában kőfallal egy helyiséget alakítottak ki. A keleti falhoz közel egy cölöplyukat tártak fel, amely valószínűleg a korábbi, talán csigalépcsős feljáró helyét jelzi. Az öregtorony keleti falánál kicsi, 8×2,85 méter területű bástya maradványait találták meg, amely szintén későbbi átalakítás eredménye.
Az öregtorony délkeleti sarkához kapcsolódott egy téglapilléres helyiség, melyet kelet felől a keleti külső várfal keretezhetett. A helyiség falán vakolatnyomok maradtak fenn, járófelülete a síkra faragott sziklafelszín volt. Ezen építménytől délre a hegygerinc sziklafelszínébe vájt, 5,60 méter mély, téglával bélelt tömlöcöt alakítottak ki. Mivel bejáratra utaló nyom nincs, valószínű hogy a tömlöcbe való bejutás egyedül a mára beszakadt kőboltozatán át volt lehetséges. A tömlöc érdekes lelete két fém érme, melyek egyike egy 1703-as Rákóczi-pénz, ezen kívül a tömlöctől délre eső sziklafelszínen Ferdinánd egy 1552-es pénze is előkerült.
Az öregtoronytól északra 26 méter mély, zárt, három oldalról falakkal körülvett ciszterna állt, ezt valószínűleg a Drugethek idején építették. Nagy mélysége okán feltételezhető, hogy eredetileg kútnak ásták, de a vizet gyorsan felszívó tufakő erre alkalmatlannak bizonyult. Ezért később részben esővízgyűjtőként alkalmazták, részben pedig felhordott vízzel töltötték.

#### Lakótorony és palota

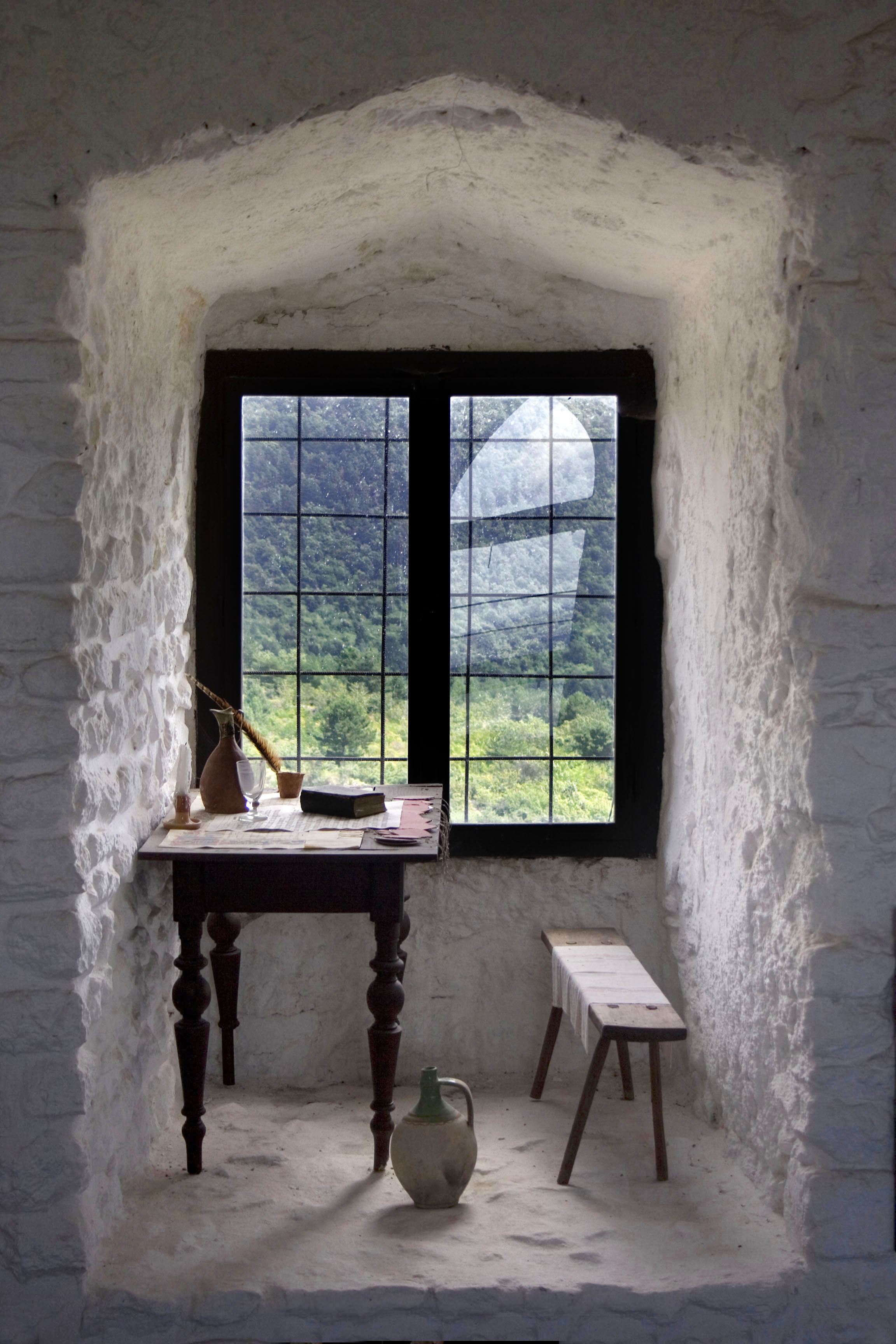
15. századi életkép a vár mai kiállításán

A felsővár legészakibb pontján található a palota és az azt észak felől védő, háromszög alapú hasáb formájú lakótorony. Mindkét épület a 14. század elején, tehát a vár korai szakaszában, de az öregtorony után keletkezett, amikor egy nagy átépítés során a korábbi elavult öregtornyos elrendezés helyett belsőtornyos erődítményt alakítottak ki. Az átépítésben nagy szerepe lehetett az olasz várépítési kultúrát ismerő, a várat e korban birtokló Drugeth családnak.
A lakótorony háromszögű kialakítása nem gyakori, de nem is példa nélküli. Hazánkba valószínűleg ausztriai példák nyomán jutott el ez az épülettípus. A torony falai napjainkig fennmaradtak, viszont dongaboltozatai már beomlottak. Az épületen belül, annak északi végében, kör alakú, sziklafelszínre alapozott építmény nyomai láthatók, amely a torony emeleteire vezető csigalépcső lehetett. Egy későbbi átalakítás során a torony belsejét kővel és homokos földdel töltötték fel.
A toronnyal egyidős a tőle délre álló palotaépület, amely szintén részben fennmaradt. A palota külső falán alul négy 20×120 cm-es lőrés, felettük az emeleten lapos kövekből kialakított, később elfalazott, szegmentíves ablakok vannak. Mai ablakai neogótikus stílusúak. A palota belső terének legkorábban 16. századra keltezhető boltozata mára beomlott. Keleti felében a sziklafelszínen kis mértékű feltöltődés volt csak, de nyugat felé, a terep süllyedését ellensúlyozandó, az építéskor vastagabb feltöltést alkalmaztak, hogy vízszintes járófelület alakuljon ki. Az épület földszintjét fallal kétfelé osztották, tehát egy kisebb északi és egy nagyobb déli helyiségből állt. A palota járószintje feletti törmelékes feltöltődésből különféle tárgyak, pl. vaskanál, edénytöredékek, egy fél malomkő és egy hosszúkás őrlőkő került elő.
Az épület keleti fala mellett külső várfal húzódott, amely ugyan erősen lepusztult, de egészen az öregtoronyig érő maradványai máig felfedezhetők. Feltételezik, hogy a keleti fal helyén egykor palánkfal, a palota sarkánál pedig kapu állt.

## Természeti környezete

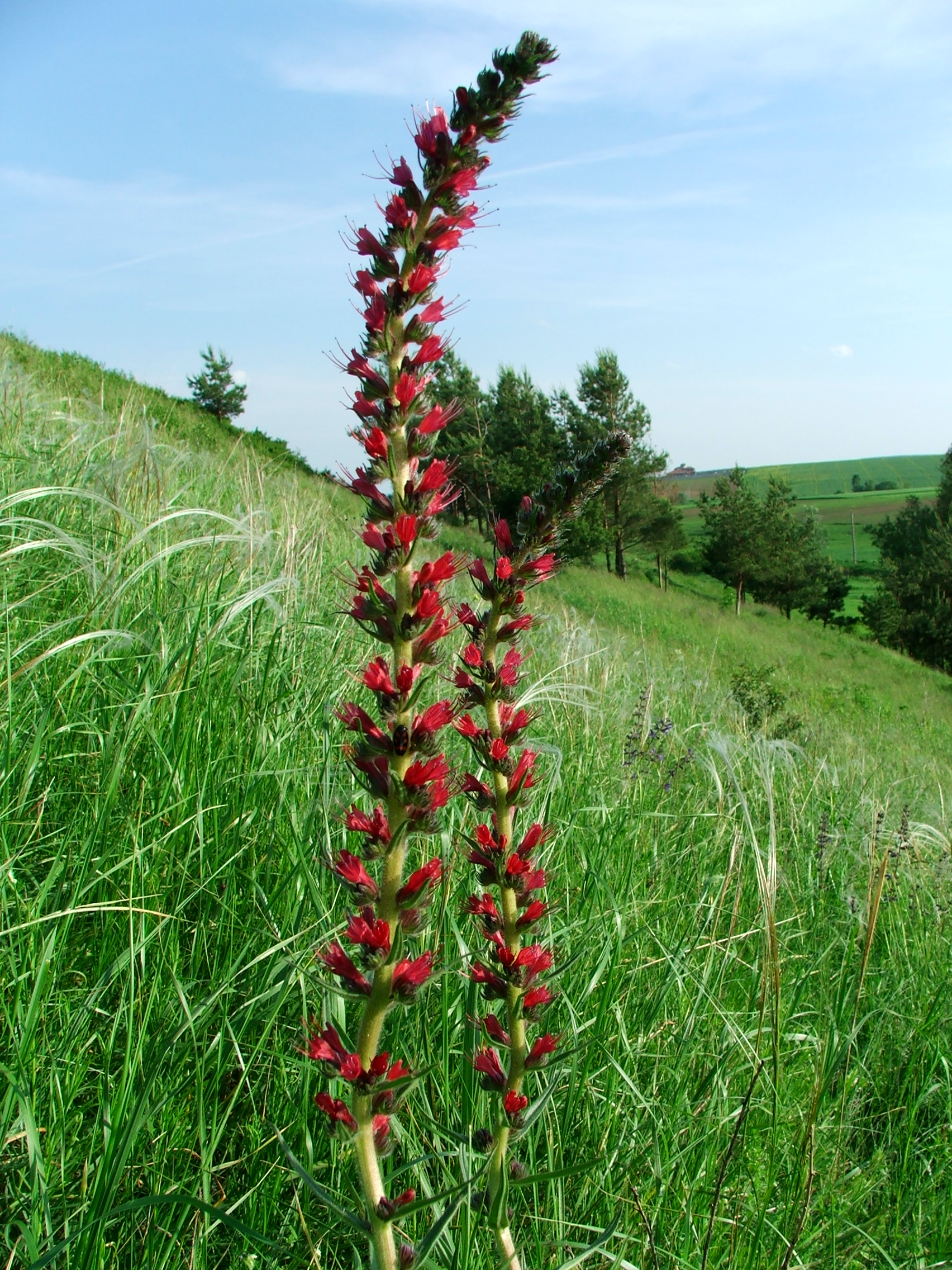
Piros kígyószisz

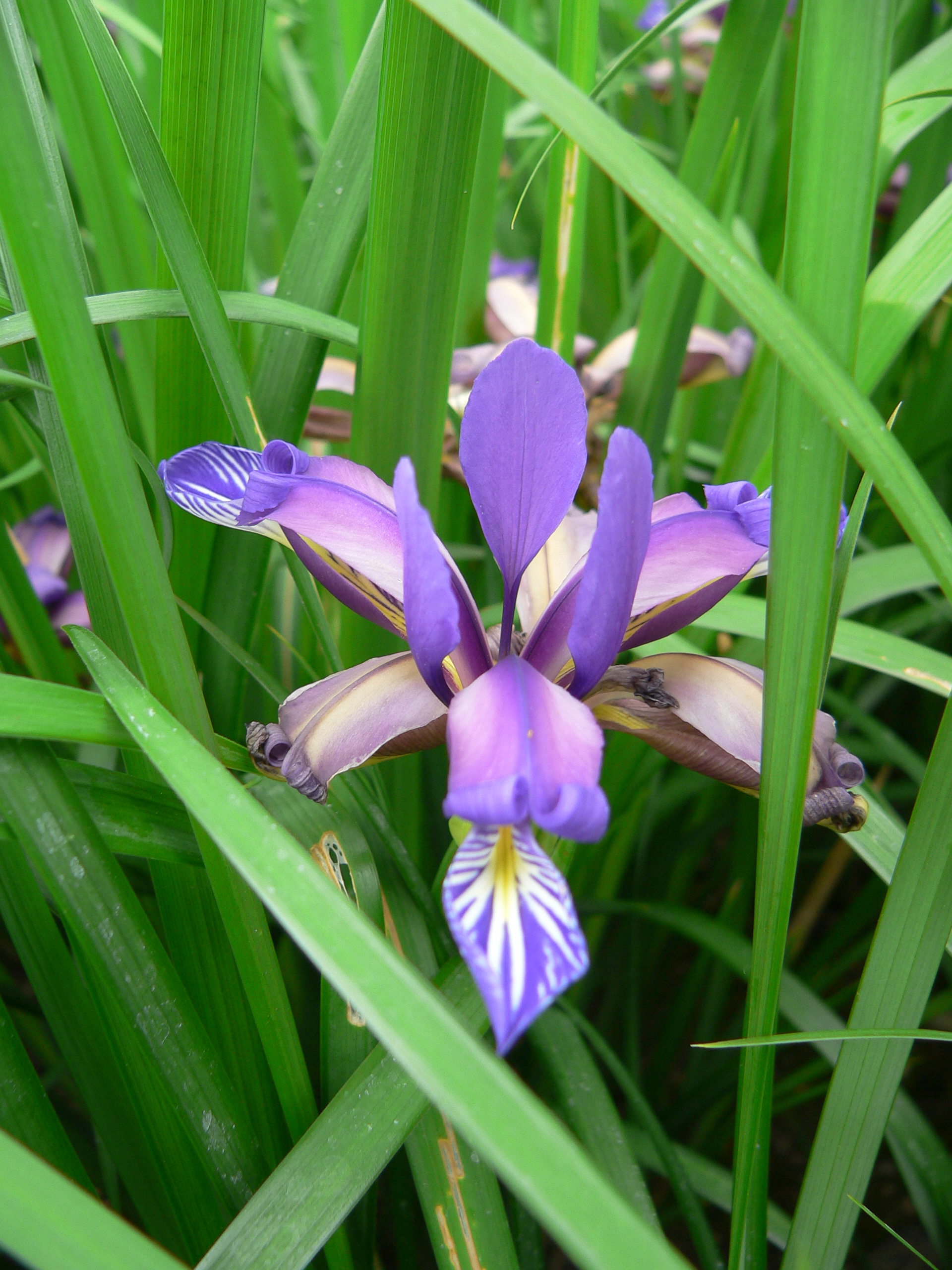
Pázsitos nőszirom

A vár a Zempléni-hegységben, a Bodókő-hegy észak-déli irányban elnyúló, vulkanikus eredetű andezittufa tömbje tetején áll. A Zempléni-hegység az Északi-középhelység többi hegyéhez hasonló módon vulkanikus eredetű, azonban fiatalabb: késő miocénban keletkezett. A vár és környéke 1984 decembere óta a Zempléni Tájvédelmi Körzet része.
A várhegynek és környékének növényzete az Abaúji-Hegyalja kistáj jellemzőit viseli. A Zemplén magasabb vidékeitől nyugatra fekvő terület zonális vegetációja eredetileg lösztölgyes és cseres-tölgyes lehetett, melyeknek nincsenek fennmaradt állományai, valószínűleg a helyi, nagy múltú szőlőművelésnek estek áldozatul. A falu körüli felhagyott parcellákon megfigyelhető az egykori erdők fajainak visszatelepülése, illetve újonnan települt sztyepprételemek. A hajdani erdők nyomait jelzik például a csepleszmeggy (Prunus fruticosa), a törpe mandula (P. tenella), a magyar zergevirág (Doronicum hungaricum), a pázsitos nőszirom (Iris graminea) és a macskahere (Phlomis tuberosa) megjelenő példányai. Az eredeti sztyepréti növényfajok közül jellemzőek az árvalányhaj-fajok (Stipa), továbbá a piros kígyószisz (Echium maculatum), a hengeres peremizs (Inula germanica), a hegyi kökörcsin (Pulsatilla montana), és a magyar nőszirom (Iris aphylla subsp. hungarica).
A terület gyakori élőhelytípusai a gyertyános-kocsánytalan tölgyesek, a cseres-kocsánytalan tölgyesek, a bükkösök, a galagonyás-kökényes-borókás száraz cserjések, a jellegtelen száraz-félszáraz gyepek, a köves talajú lejtősztyepek, illetve a franciaperjés rétek.
A táj jellemző özönfajai például a zöld juhar (Acer negundo), a bálványfa (Ailanthus altissima), a gyalogakác (Amorpha fruticosa), a selyemkóró (Asclepias syriaca), a tájidegen őszirózsafajok (Aster spp.), japánkeserűfű-fajok (Reynoutria spp.), az akác (Robinia pseudoacacia), illetve az aranyvesszőfajok (Solidago spp.).

## Mondák

### A vár tündérei

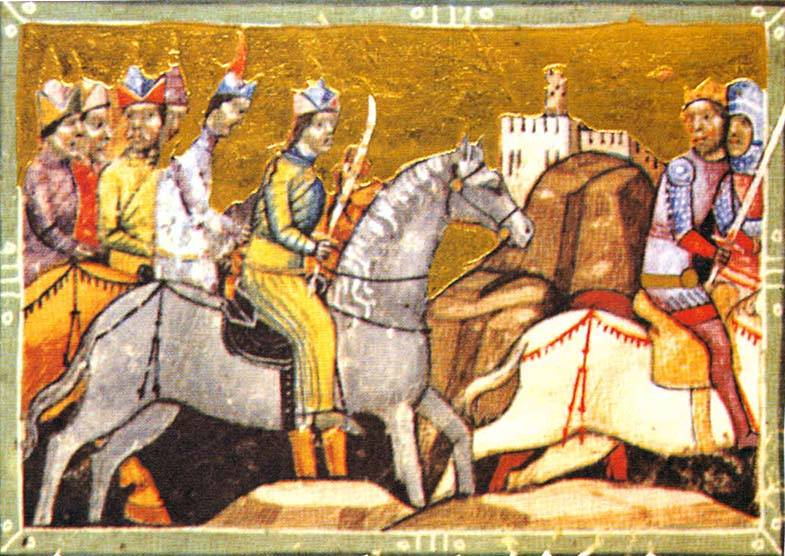
Béla király menekülése

A vár keletkezésével kapcsolatos monda szerint a muhi csata után a tatárok elől menekülő IV. Béla király betért Aszaló községbe, ahol csak egy Bodó nevű öreg aszalómestert talált. Ő megígérte a királynak, hogy megmenti: jobbágyruhát adott rá és elbújtatta egy pincében. Két nap múlva meg is érkeztek a tatárok, de azok faggatása közepette Bodó süketnek tettette magát és félrebeszélt. Amikor a tatárok ráuntak és otthagyták az öreget, Béla megköszönte a segítséget és továbbállt. Amikor végül a tatár levonult és a király visszatért a trónra, Bodó hét szekéren, hét lányával Budára indult. Ott a korábbi segítség fejében a királytól birtokadományt kapott azzal a feltétellel, hogy védelmére várat épít. Budán Bodó lányai mind férjet találtak, akik egy-egy éven át építették a várat, amely így hét év alatt fel is épült. IV. Béla így szólt az esküvő után: „E vár ezután Boldogkőnek neveztessék, mivel a hét szép leány, a hét tündér itt volt a legboldogabb!”

## Érdekességek
- A vár pincéjében Borsos István nyugdíjazott gimnáziumi igazgató szobrai tekinthetők meg.
- A vár palotaszárnyában tekinthető meg a Történeti ólomkatona-kiállítás, amely többek között bemutatja az 1241-es muhi csatát, valamint itt található az ásványkiállítás is.
- A vár lábánál Castrum Boldua néven középkori étterem működik.
- Vécsey Jenő, a közeli hernádcécei születésű zeneszerző Boldogkő vára címmel 1952-ben szimfonikus költeményt írt, amelyet a Miskolci Szimfonikus Zenekar 1983-ban, a vár fennállásának 700. évfordulóján adott elő (a karmester Kovács László volt).
- Szabó Dezső Szent Boldogkőváralján címmel írt elbeszélést.

## Galéria

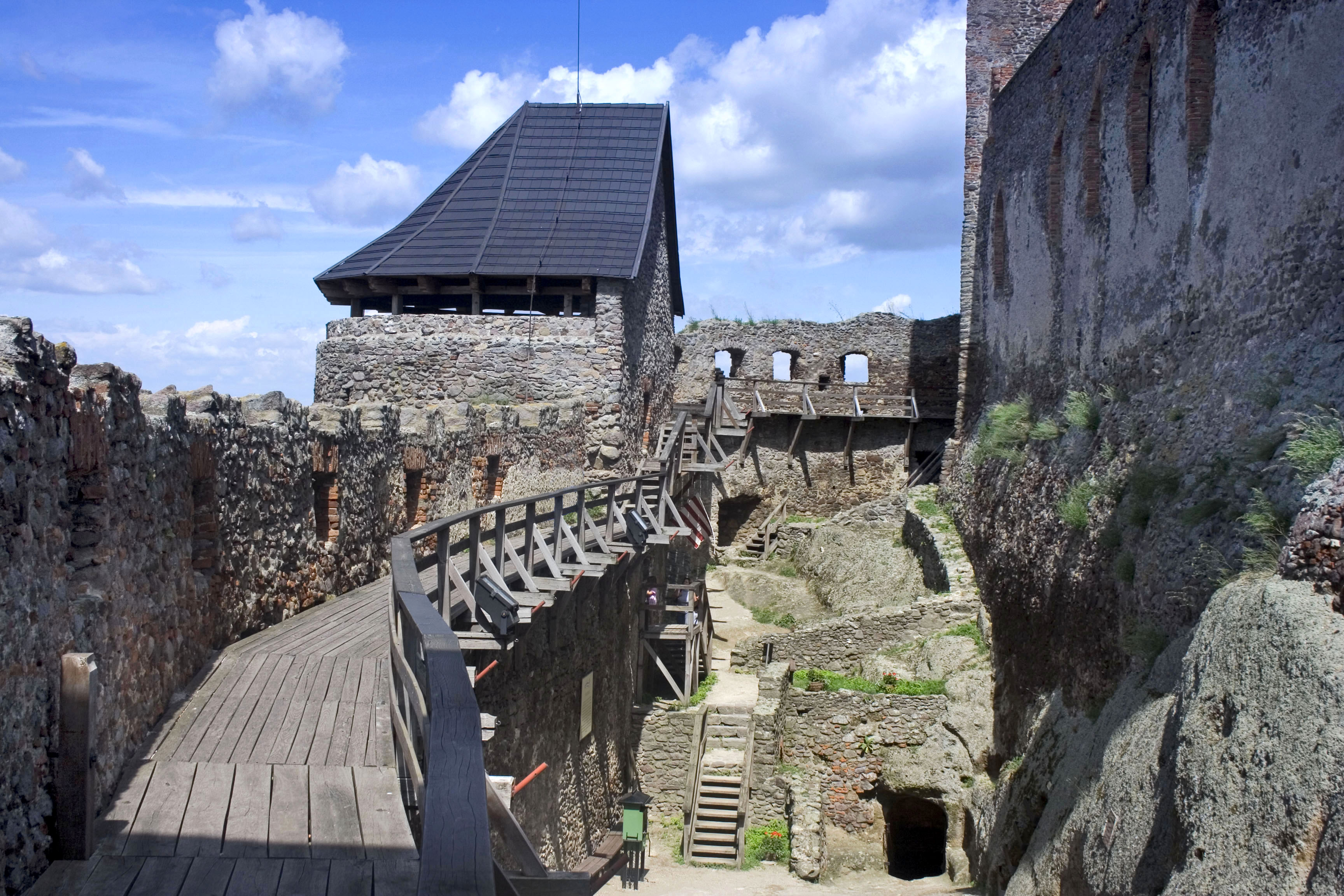
Az alsóvár és a kaputorony
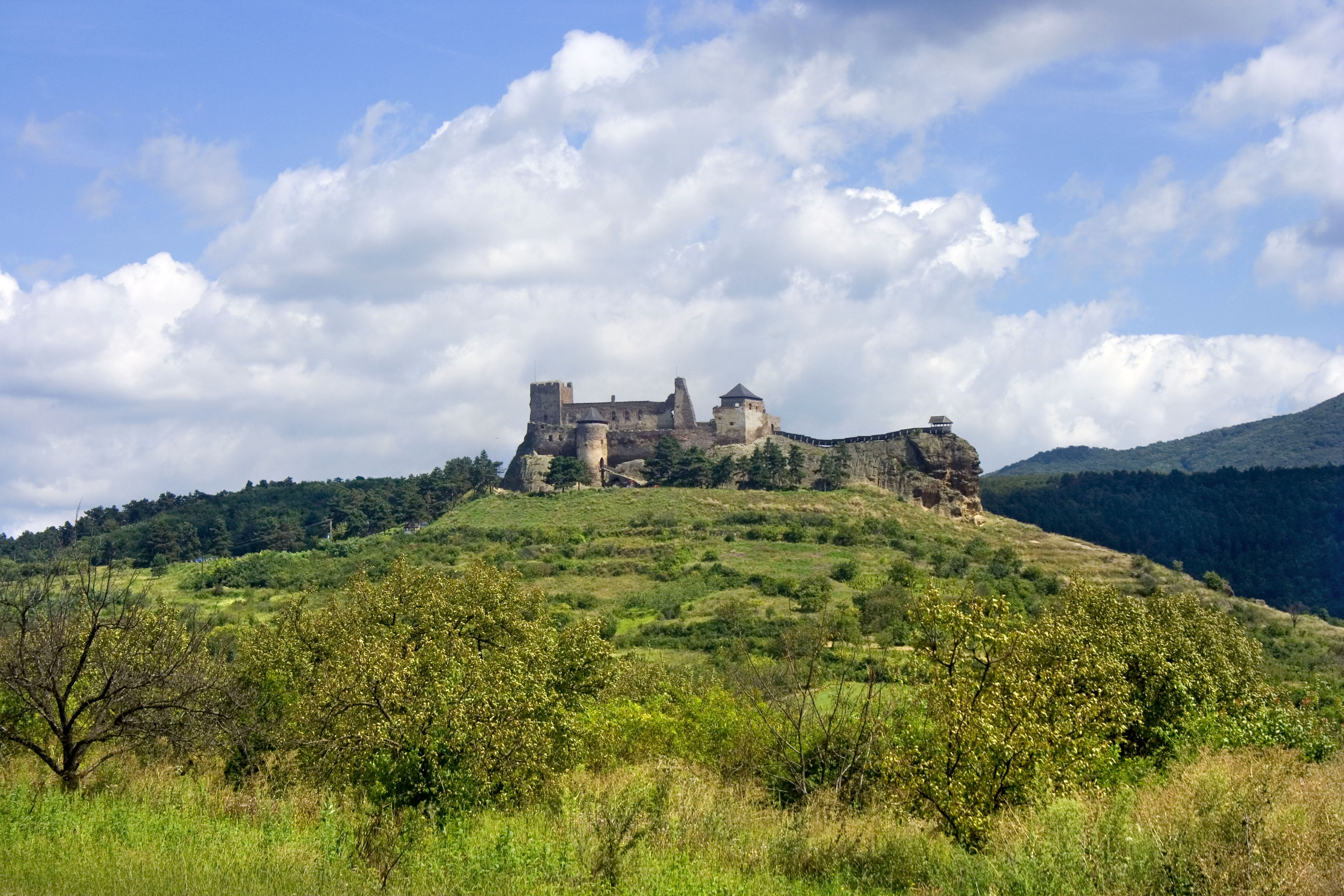
A várhegy látképe
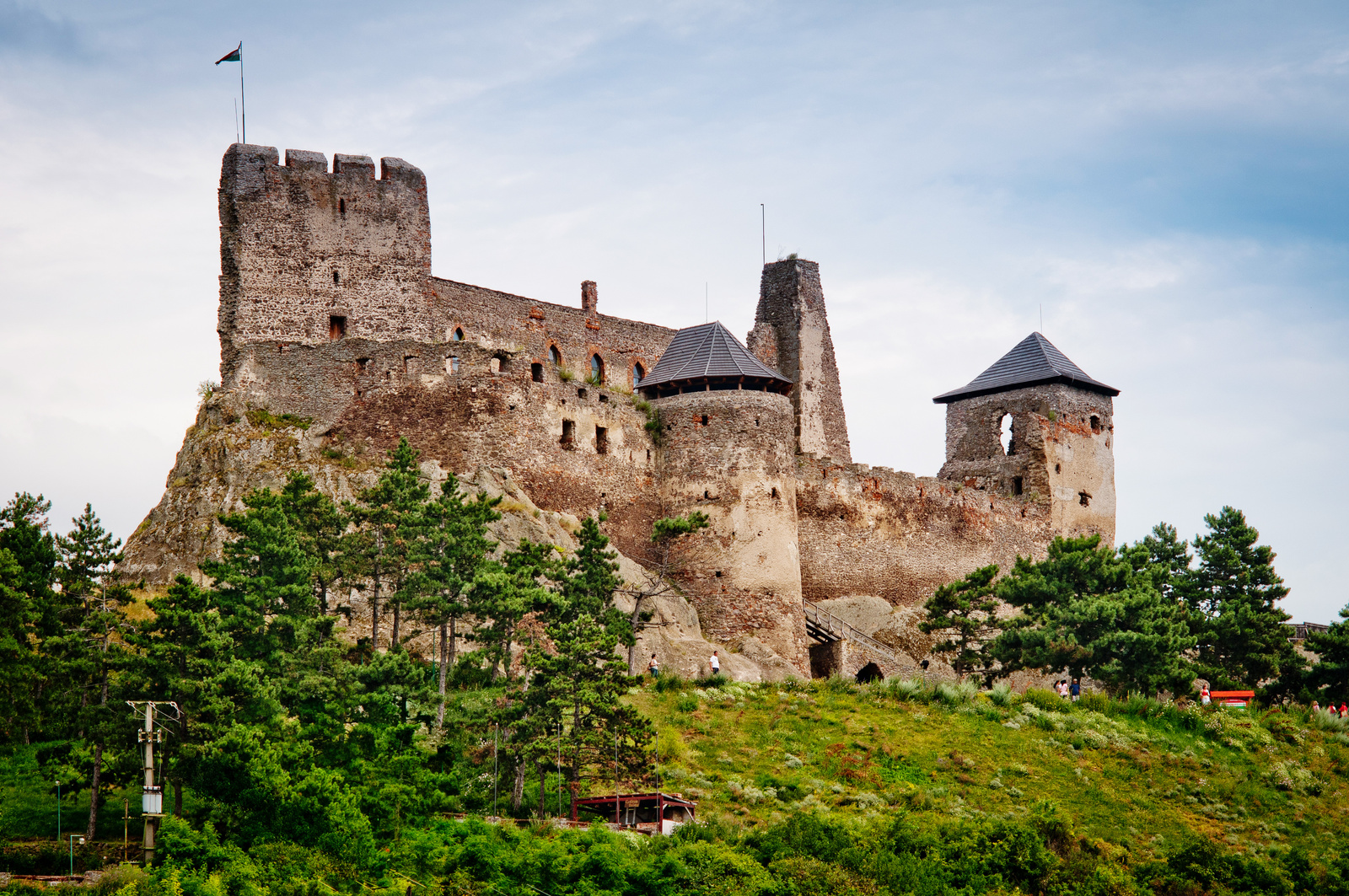
A vár nyugat felől
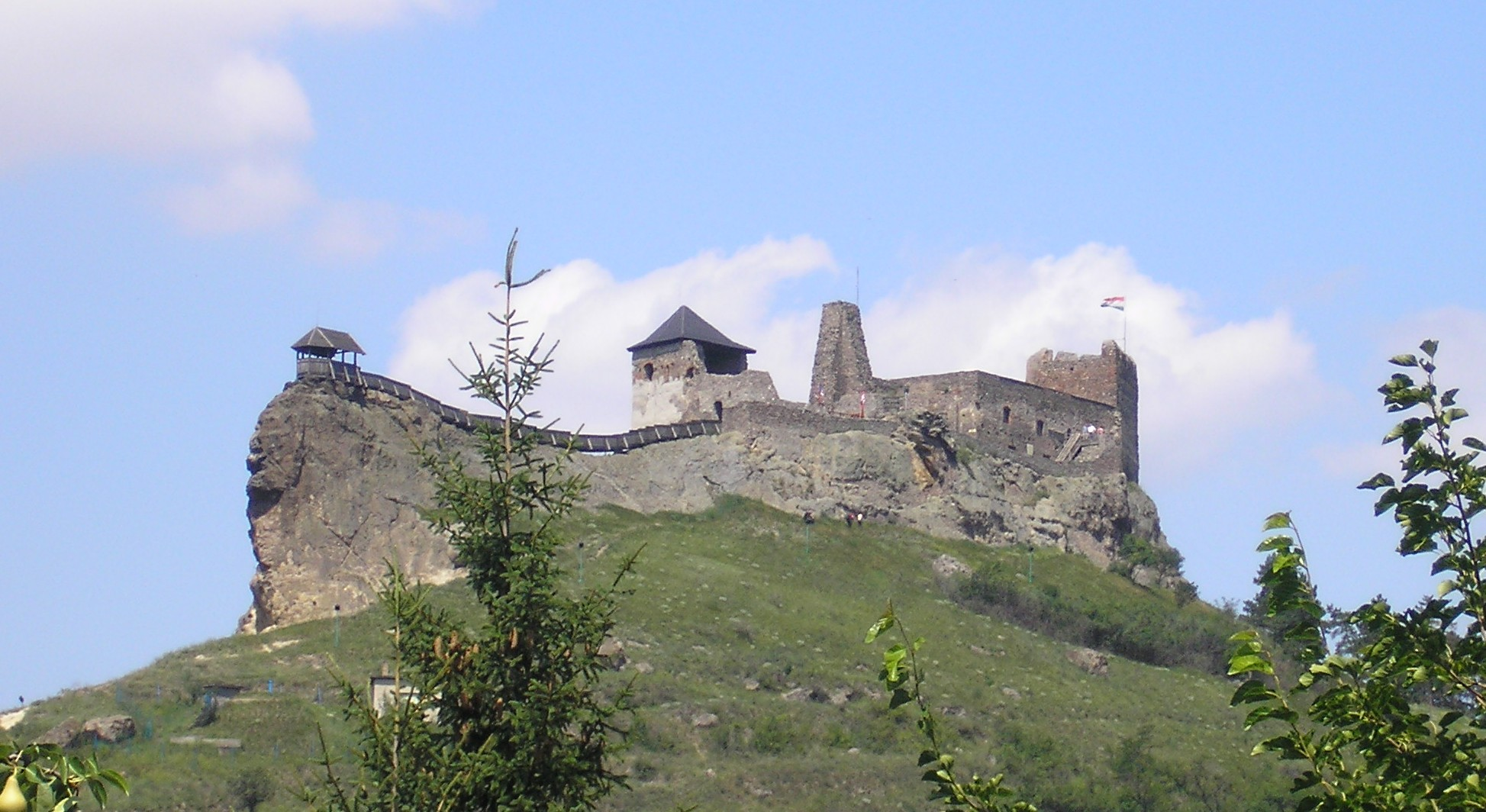
A vár látképe kelet felől